# Montijn
Montijn is een geslacht dat vooral bestuurders leverde in en rond Oudewater.

## Geschiedenis
De stamreeks begint met Antonij Motien (Motijn) die uit het Duitse Wesel afkomstig was, in 1642 te s-Gravenhage woonde en er koopman was in zijde. Hij werd geboren in 1619 of 1620 en overleed na 1670. Met zijn zoon Antony Motijn (1650-1688) begon de relatie met Oudewater waar deze in garnizoen gelegerd was; hij sneuvelde overigens in 1688 onder koning Willem III. Met diens kleinzoon Jan Montijn (1703-1774) trad de eerste bestuurder op: hij was lid van de vroedschap en schepen van Oudewater. Diens kleinzoon Johannes Justus Montijn (1769-1833) was er baljuw, schout, maire en burgemeester. Daarna volgden de burgemeesters zich op in latere generaties.
Daarnaast waren leden van het geslacht in 1850 medeoprichters van de Nederlandse Brandwaarborgmij. Voor Roerende Goederen Enkel Van Landbouwers En Veehouders Onderling, waaraan de familie tot ver in de 20e eeuw verbonden bleef.

## Enkele telgen
Jan Montijn (1703-1774), lid van de vroedschap en schepen van Oudewater
- Samuel Montijn (1740-1781)
  - Johannes Justus Montijn (1769-1833), baljuw, schout, maire en burgemeester van Oudewater
    - Adriaan Maarten Montijn (1792-1864), stadssecretaris en burgemeester van Oudewater; medeoprichter (1850) en mededirecteur Nederlandse Brandwaarborgmij. Voor Roerende Goederen Enkel Van Landbouwers En Veehouders Onderling
      - Johannes Justus Montijn (1819-1848), burgemeester
      - Jan Adriaan Montijn (1821-1905), oprichter en eigenaar Stoombootdienst De Estaphette Utrecht-Oudewater-Rotterdam
      - Pieter Marie Montijn (1822-1911), burgemeester; medeoprichter (1850) en mededirecteur Nederlandse Brandwaarborgmij. Voor Roerende Goederen Enkel Van Landbouwers En Veehouders Onderling
        - Justus Adriaan Pieter Montijn (1855-1939), mededirecteur Nederlandse Brandwaarborgmij. Voor Roerende Goederen Enkel Van Landbouwers En Veehouders Onderling
          - Wilhelm Peter Montijn (1885-1979), ambassadeur
            - Charlotte Frederique Wilhelmina Montijn (1942); trouwde in 1978 met mr. Reynier Flaes (1935-2018), ambassadeur en zoon van ambassadeur Reynier Flaes (1902-1981) alias dichter F.C. Terborgh

          - Richard Johan Montijn (1887-1959), notaris
            - Ir. Justus Adriaan Pieter Montijn (1922-2014), president-directeur Shell Nederland (1976-1981) en voorzitter raad van bestuur Internatio Muller (1982-1987)
              - Petronella Maria Elisabeth Montijn (1952); trouwde in 1976 met prof. dr. ir. Henricus Jacobus Willibrord (Hein) de Baar (1949), hoogleraar algemene oceanologie Rijksuniversiteit Groningen

            - Mr. Laurens Richard Montijn (1925-2005), officier van justitie, president-commissaris Klaverblad Verzekeringen (ontstaan uit de Nederlandse Brandwaarborgmij. Voor Roerende Goederen Enkel Van Landbouwers En Veehouders Onderling); trouwde in 1951 met Maria Christina Hoek (1924-2017), dochter van publicist Derk Hoek (1887-1976)
              - Drs. Ida Helena Montijn (1952), publiciste; trouwde in 1980 met David van het Reve (1950), zoon van prof. dr. Karel van het Reve (1921-1999)
                - Jonathan van het Reve (1983), schrijver

            - Antonia Johanna Petronella Montijn (1925-2016), oud-lid gemeenteraad en wethouder van Velsen

          - Mr. Johannes Justus Montijn (1893-1980), advocaat en mededirecteur Nederlandse Brandwaarborgmij. Voor Roerende Goederen Enkel Van Landbouwers En Veehouders Onderling

        - Jan Jacob Abraham Montijn (1862-1940), notaris en mededirecteur Nederlandse Brandwaarborgmij. Voor Roerende Goederen Enkel Van Landbouwers En Veehouders Onderling

Geslachten die opgenomen zijn in het sinds 1910 verschijnende genealogische naslagwerk Nederland's Patriciaat. Lijst volgens opgave van het CBG Centrum voor familiegeschiedenis.
A · B · C · D · E · F · G · H · I · J · K · L · M · N · O · P · Q · R · S · T · U · V · W · Y · Z